# 九尾の猫
『九尾の猫』（きゅうびのねこ、Cat of Many Tails ）は、1949年に発表されたエラリイ・クイーンの長編推理小説。エラリー・クイーン研究家の飯城勇三は、この小説の2015年の新訳の解説で、「トマス・ハリスの『羊たちの沈黙』(1988年)が火付け役となって1990年代にブームを巻き起こしたサイコキラーもの。本作は、その先駆として評価されている」

## あらすじ
ニューヨークで連続殺人事件が発生するが、絞殺に使われた絹紐の他に手がかりは無く、被害者同士の接点や共通点も見つからないため捜査は一向に進まない。被害者は性別、年齢、職業、結婚の有無、宗教もバラバラ。殺害現場も、マンハッタン島のあちこち。共通しているのは、紐で絞殺されているということだけ。正体が全くつかめない殺人の被害者が3人になったところで、ある新聞に尾が3つの猫のイラストを添えて、事件が報道されたことから、犯人は「猫」と呼ばれるようになった。以後、被害者が増えるたびに尾が増えていく。誰しもが「猫」のターゲットになり得るという状況にニューヨーク市民は怯えきり、街では野良猫が絞殺される事件が多発、ついにはパニックによる暴動までもが発生した。
5番目の被害者が出たところで、<猫>特別捜査班の統括者に任命されたクイーン警視は息子のエラリイに協力を要請する。『十日間の不思議』での失敗を引きずっているエラリイはなかなか引き受けようとしなかったが、ニューヨーク市長からも直々に要請されて遂に重い腰を上げる。

## 作品の評価
- エラリー・クイーン・ファンクラブ会員40名の採点による「クイーン長編ランキング」では、本作品は11位となっている[2]。
- 1977年に来日した際のインタビューにおいてエラリー・クイーン（フレデリック・ダネイ）は、作者自身が選ぶベストスリーとして『チャイナ橙の謎』『災厄の町』『中途の家』を挙げた後、「番外」として本作品を挙げている[3]。
- 「東西ミステリーベスト100」（『週刊文春』）2012年版で、本作品は78位にランクインしている[注 1]。

## 日本語訳書
- 『九尾の猫』 村崎敏郎訳、早川書房・ハヤカワ・ポケット・ミステリ、1954年
- 『九尾の猫』 大庭忠男訳、ハヤカワ・ミステリ文庫、1978年、新装版2000年。ISBN 978-4150701185
- 『九尾の猫 新訳版』 越前敏弥訳、ハヤカワ・ミステリ文庫、2015年。ISBN 4150701520

## 備考
- いわゆる後期クイーン的問題が見られる作品の一つ。
- 作中でエラリイが犯行の動機の可能性として述べている「ABC理論」はアガサ・クリスティの『ABC殺人事件』をモチーフにしていると思われる。

## 映像化作品
1971年に『ELLERY QUEEN: DON'T LOOK BEHIND YOU』（邦題『エラリイ・クイーン：青とピンクの紐』）というタイトルで、番組企画売り込み用のパイロットフィルムとして映像化された。しかしこの企画は採用されず、単発作品としてのみ放送された。